# البركة (حائل)
البركة قرية تقع جنوب منطقة حائل في المملكة العربية السعودية، وتبعد عن مدينة حائل قرابة 150 كم، كما تقع على طريق حائل المدينة المنورة. تسكن القرية قبيلة بني رشيد، وتعتبر من أكبر قرى بنى رشيد بالمملكة. في عام 1434 هـ افتتح في القرية مركز للإمارة يتبع إداريًا إمارة منطقة حائل.